# أول الشهر (فلم)
أول الشهر هو فيلم مصري تم إنتاجه عام 1945، إخراج عبد الفتاح حسن و بطولة حسين صدقي، صباح. وتدور أحداثه حول زوج وزوجة يعيشوا حياة سعيدة، إلى أن تعترض حياته امرأة لعوب تقلب حياته رأسًا على عقب ليستدين من الناس ويؤجل سداد كل ديونه إلى أول الشهر.

## فريق العمل
إخراج: عبد الفتاح حسن
تأليف:
- عبد الفتاح حسن
- صالح سعودي

إنتاج: أفلام القاهرة
بطولة:
- حسين صدقي
- صباح
- بشارة واكيم
- زوزو شكيب
- ماري منيب
- فاتن حمامة
- زينب صدقي
- حليم الرومي

## روابط خارجية
- مقالات تستعمل روابط فنية بلا صلة مع ويكي بيانات